# Parc national de Mavinga
Parc national de Mavinga est un parc situé dans la province de Cuando (en) au sud-est de l'Angola. Il couvre une superficie de 46 076 km2 . Le parc est proclamé en 2011 avec le parc national voisin de Parc national de Luengue-Luiana (en), qui mesure 22 610 km2 . Les deux parcs sont contigus et gérés comme une seule unité. 
Mavinga forme la frontière occidentale de la plus grande zone de conservation d'Afrique, la zone de conservation transfrontalière Kavango-Zambezi (KaZa TFCA).

## Histoire
Les populations d'animaux sauvages sont réduites pendant la guerre civile angolaise de 1975 à 2002. Le parc est alors créé en 2011, en même temps que le parc national de Luengue-Luiana (en).

## Description
La région bénéficie d'un climat tropical de savane. Les précipitations annuelles moyennes varient d'environ 600 à 1 000 mm. 
Le réseau routier du parc est développé mais beaucoup de ses routes sont en mauvais état et  inaccessibles en raison des mines terrestres restantes de la guerre civile angolaise. 
Il existe cinq habitats identifiés dans les deux parcs : les forêts ouvertes, les forêts denses, les prairies ouvertes, la végétation aquatique et les terres cultivées. 
Une forêt dense de miombo (en) se trouve entre les rivières Longa et Cuito et est dominée par des espèces de Brachystegias, Julbernadia, Guibortia et probablement Cryptosepalum . Les terres cultivées sont importantes dans les zones septentrionales, autour des villes de Longa et Cuito Cuanavale. 
La guerre civile angolaise ayant duré trois décennies, est en partie à l'origine  du déclin des communautés fauniques abondantes. En 2008, Verissimo affirme que plus de 150 espèces de mammifères sont présentes historiquement à Kuando Kubango.
Le paysage du parc national de Mavinga est caractérisé par une savane dépendante du feu. La foudre peut déclencher des incendies pendant la saison des pluies et ces incendies sont également déclenchés par les agriculteurs de subsistance du parc. 

## Localisation
Le parc est situé dans l'est de l'Angola  dans l’est de l’Angola,dans la zone de conservation transfrontalière (TFCA) de Kavango Zambezi (KAZA ), qui englobe des parties contiguës du sud-est de l'Angola, du nord du Botswana, du nord-est de la Namibie, du sud-ouest de la Zambie et de l'ouest du Zimbabwe et comprend une mosaïque d'aires protégées, entrecoupées de vastes terres communales où se pratiquent des activités pastorales et agropastorales à petite échelle,. 

## Gestion du parc
Un plan de gestion du parc est élaboré en 2016 pour la période 2016-2020. Ce plan se concentre sur les principaux enjeux de gestion et de développement, avec une perspective à court terme de 5 ans. Il définit plusieurs axes de priorités dont la lutte contre le braconnage et l’exploitation forestière illégale.

## Note et Références